# Aleksander Łukowicz
Aleksander Łukowicz (ur. 16 stycznia 1848 w Wylewach, zm. 14 lipca 1900 w Odessie) – polski aktor i przedsiębiorca teatralny.

## Kariera aktorska
Zaczął występować ok. 1866 w zespole Henryka Modzelewskiego. W kolejnych latach był związany z zespołami teatrów prowincjonalnych: Anastazego Trapszy (1867–1868, 1870), Aleksandra Carmantranda (1869, 1872/1873), Jana Chrzciciela Okońskiego (1869), ponownie Henryka Modzelewskiego (1870, 1876), Józefa Gaweckiego (1873), Pawła Ratajewicza (1873) oraz warszawskim teatrem ogródkowym „Tivoli”. W 1872 r. występował w Krakowie. W 1873 r. został przyjęty do zespołu dramatycznego Warszawskich Teatrów Rządowych i występował tam do 1876 r. W sez. 1876/1877 grał w teatrze poznańskim, a w 1880 r. prawdopodobnie w Odessie. Wystąpił m.in. w rolach: Kapitana (Okno na pierwszym piętrze), Rizzia (Maria Stuart), Kleanta (Skąpiec), Alberta de Rieux (Żony płaczące), Horacego (Hamlet), Trania (Poskromienie złośnicy), Borachia (Wiele hałasu o nic), Tybalta (Romeo i Julia), Montana (Otello), Bomilkara (Flecista).

## Zarządzanie zespołami teatralnymi
W 1882 zorganizował teatr polski, który występował w okresie letnim na terenie Imperium Rosyjskiego: w Pawłowsku, Petersburgu i Moskwie. Początkowo składał się on z dwóch zespołów: dramatycznego i baletowego, potem tylko z baletowego (pod nazwą „Balet Polski z Warszawy”), a następnie dołączył do niego zespół operetkowy i operowy. W kolejnych latach zespół dawał przedstawienia w wielu miastach: Helsinkach, Petersburgu, Lwowie, Krakowie, Poznaniu, Ciechocinku, Płocku, Łodzi, Sztokholmie, Oslo, Kopenhadze, Pradze, Dreźnie, Berlinie i Hamburgu. W 1897 r. Aleksander Łukowicz kierował operą włoską, która występowała w Helsinkach, Wilnie, Łodzi, Krakowie.